# Justicia (álbum)
Justicia es el nombre del séptimo álbum del grupo Habeas Corpus, lanzado en 2008.
Justicia vio la luz el 31 de marzo de 2008 y fue publicado por la discográfica Maldito Records. Los trece temas del disco se distibuyeron tanto en el formato CD como en formato LP.
Sigue la línea del anterior CD, con un sonido de estilo metalcore, incluso en el tema "Clase Media" se aprecia cierto sonido thrashcore. 
Es el primer álbum que la banda graba con una sola guitarra tras la marcha de Nano a mediados de 2006.

## Canciones
1. «La riqueza es un crimen»
2. «Ni una más»
3. «La razón del Poder»
4. «Control y vigilancia»
5. «Clase media»
6. «Consumismo»
7. «Brutalidad policial»
8. «Después del último adiós»
9. «Hiprogresía»
10. «La Religión es muerte»
11. «Actitud libre y sana»
12. «Una cuenta pendiente»
13. «No en mi nombre»

## Personal
- MARS: voz.
- Mr. Chifly: guitarra y coros.
- Víctor ZINC: bajo y coros.
- Samuel: batería.

- Datos: Q5956764